# Epidesmia chilonaria
Espèce
Epidesmia chilonaria est une espèce de lépidoptères (papillons) de la famille des Geometridae.
On le trouve dans le quart sud-est de l'Australie.
La chenille se nourrit des feuilles de Myrtaceae donc notamment les Eucalyptus et les Callistemon.

## Synonyme
- Hemagalma aurina